# Тодосієнко Микола Маркович
Микола Маркович Тодосієнко (16 жовтня 1937, станція Тамань Темрюкського району Краснодарського краю — 17 серпня 2006, Фастів) — український науковець, викладач і винахідник. Спортсмен і організатор регбі, перший голова федерації регбі України.

## Життєпис
Родився на чорноморському узбережжі Кубані, куди батькам вдалося втекти від голоду в Україні.
Закінчив середню школу у Фастові і радіотехнічний факультет Київського політехнічного інституту у 1960.

### Спортивні досягнення
Познайомився з регбі в інституті і став одним з організаторів студентської команди «Політехнік», за яку грав у 1961—1971 роках (амплуа гравець першої лінії сутички). Тренував «Політехнік» у 1962-68. Неодноразовий переможець змагань республіканського ДСТ «Буревісник».
у 1964 році на установчих зборах клубів регбі Києва, Харкова і Одеси був обраний першим головою федерації регбі України.

### Фахова діяльність
Працював на посаді інженера, старшого інженера, а після закінчення аспірантури і захисту кандидатської дисертації в 1969 році — на посаді старшого наукового співробітника Київського політехнічного інституту. У 1972 був обраний за конкурсом на посаду доцента кафедри загальної фізики, а в 1979 році переведений на посаду доцента кафедри кінотехніки (пізніше за кафедру звукозапису і реєстрації інформації). Брав участь у виконанні науково-дослідних робіт, у тому числі як науковий керівник. Брав участь у виготовленні приладів, що працювали в морських умовах, у тому числі на станції «Північний полюс 18». Учасник виставки досягнень народного господарства СРСР.
- 1974—1988 — доцент Київського політехнічного інституту
- 1988—1991 — заступник директора Інституту підвищення кваліфікації Мінпромзв'язку СРСР
- 1991—1997 — голова науково-виробничого кооперативу «Маяк»

Автор понад ста винаходів в області радіоелектроніки та магнітного звукозапису.